# 국제예양
국제예양(國際禮讓, comity of nations, international comity)은 국제법 상 개념으로 국제사회에 있어서 일반적으로 행하여지는 풍습·예의(禮儀) ·편의(便宜) ·호의(好意)등에 의하는 관례를 뜻한다. 국가의 대표자에 대한 경칭(敬稱), 군함에 대한 예포, 회합의 경우의 좌석순, 무조약국(無條約國)의 국민을 조약국의 국민과 같이 대우하는 것 등이 대표적인 예이다. 이러한 관례에 대한 위반은 불법행위를 구성하지 않으며 국제법상의 의무로서 요구되는 것은 아니다. 국제예양은 국제관습법으로 발전하는 경우가 많다. 국내법적으로는 사실인 관습이라고 부르며, 법적확신이 결여되어 있는 관행을 국제예양, 사실인 관습이라고 부른다. 법적확신을 획득하면 국제관습법이 된다.

## 같이 보기
- 국제법
- 국제관습법
- 법적확신